# برايان روبرتسون
برايان روبرتسون (بالإنجليزية: Brian Robertson)‏ هو عازف مترددة ‏ أمريكي، ولد في 19 أكتوبر 1979.

## وصلات خارجية
- برايان روبرتسون على موقع ميوزك برينز (الإنجليزية)
- برايان روبرتسون على موقع أول ميوزيك (الإنجليزية)
- برايان روبرتسون على موقع ديسكوغز (الإنجليزية)